# Landzécourt
Landzécourt est une ancienne commune française du département de la Meuse en région Grand Est. Elle est rattachée à celle de Quincy en 1957, formant ainsi la commune de Quincy-Landzécourt.

## Géographie
Ce village est situé sur la rive droite du Loison, un cours d'eau qui forme une frontière naturelle entre Landzécourt et Quincy.

## Toponymie
Anciennement mentionné : Landrezécourt (1573), Landrezicourt (1576), Landrececourt (1674), Landrezeicourt (xviie siècle), Langicour (1700), Lanzécourt (1760).
D'après la mention de 1573, il s'agit du nom de personne germanique Landricus + iaca + cortem.

## Histoire
Landzécourt est une ancienne seigneurie sous la châtellenie de Stenay. Au XVIIIe siècle, ce village dépend du bailliage de Clermont, de la prévôté de Stenay et du diocèse de Trèves dans l'archidiaconé de Longuyon.
Les seigneurs de Landzécourt, maison de nom et d’armes, portaient : d'argent au lion de gueules, la queue passée en sautoir.
Le 3 avril 1957, la commune de Landzécourt est rattachée sous le régime de la fusion simple à celle de Quincy-sur-Loison qui devient Quincy-Landzécourt.

## Démographie
| 1793 | 1800 | 1806 | 1821 | 1831 | 1836 | 1841 | 1846 | 1851 |
| ---- | ---- | ---- | ---- | ---- | ---- | ---- | ---- | ---- |
| 95   | 96   | 107  | 97   | 122  | 129  | 126  | 132  | 128  |

| 1856 | 1861 | 1866 | 1872 | 1876 | 1881 | 1886 | 1891 | 1896 |
| ---- | ---- | ---- | ---- | ---- | ---- | ---- | ---- | ---- |
| 119  | 128  | 123  | 97   | 114  | 103  | 103  | 76   | 78   |

| 1901 | 1906 | 1911 | 1921 | 1926 | 1931 | 1936 | 1946 | 1954 |
| ---- | ---- | ---- | ---- | ---- | ---- | ---- | ---- | ---- |
| 60   | 76   | 60   | 37   | 52   | 56   | 57   | 48   | 46   |